# Juliettes Literatursalon

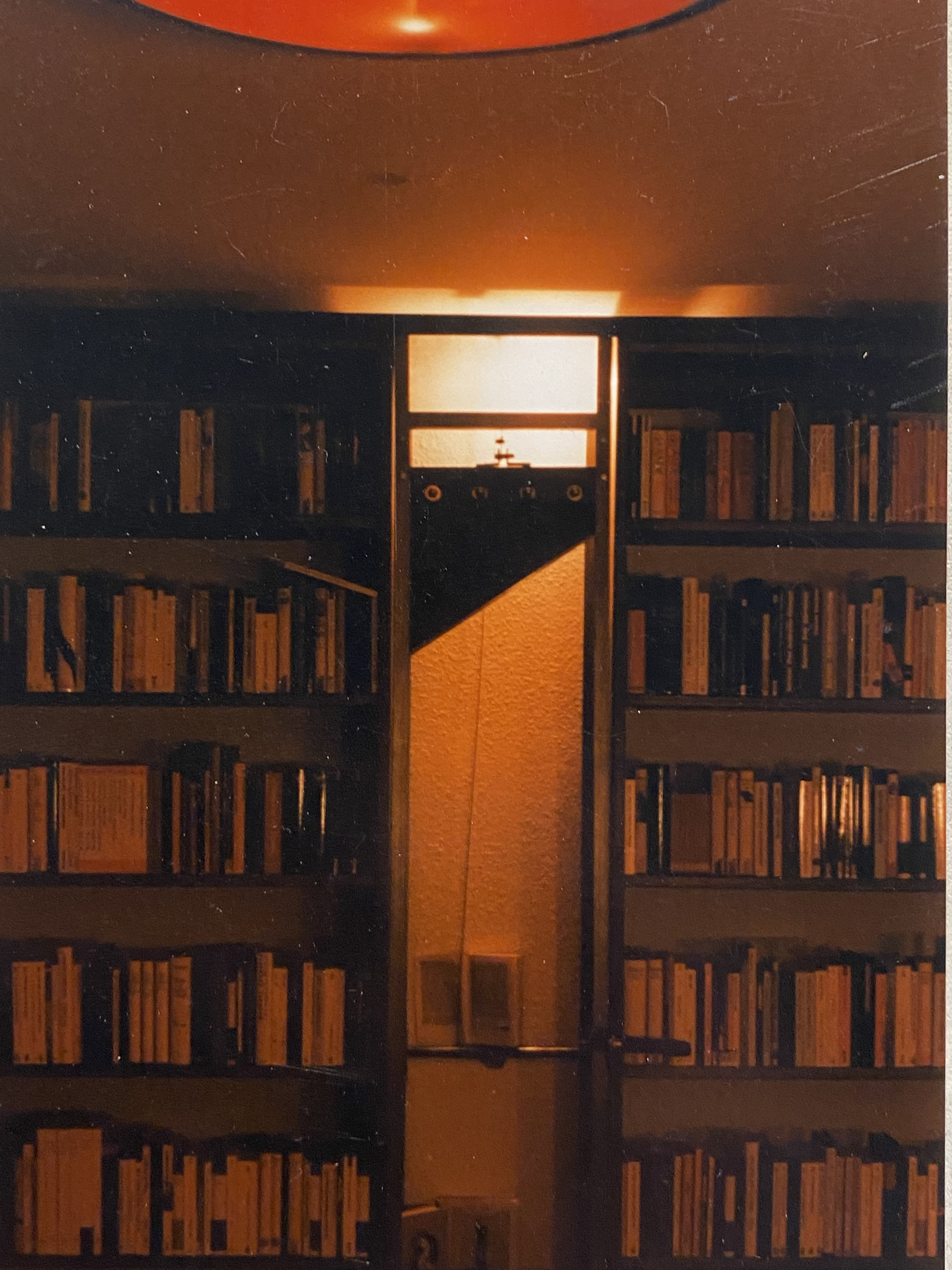
Juliettes Literatursalon Buchhandlung Berlin Guillotine

Juliettes Literatursalon war eine deutsche Buchhandlung mit Verlag und Galerie in Berlin. Der Salon war zwischen 1997 und 2003 Treffpunkt für zahlreiche Kulturschaffende und Kulturinteressierte. Gegründet wurde Juliettes Literatursalon vom Autor und Performance-Künstler Hartmut Fischer (* 1967). Die Namensgebung ist der Figur der Juliette aus dem Roman von Marquis de Sade, den aufklärerischen Gedanken Voltaires sowie den Berliner Salonnieren Rahel Varnhagen und Henriette Herz geschuldet.

## Juliettes Literaturcafé im Club Voltaire
Vorangegangen war Juliettes Literaturcafé in Tübingen, das Fischer 1987 zusammen mit Eckehart Opitz gründete. Fischer veranstaltete zahlreiche Literatur-Performances und Lesungen, unter anderem mit Yoko Tawada, Claudia Gehrke, Charlotte von Mahlsdorf, Erich Maas und Peter Wawerzinek. Ferner realisierte JLC eine umfassende Retrospektive zum Werk des Autors Hubert Fichte unter anderem mit Tahar Ben Jelloun, dem ersten Prix Goncourt Preisträger aus dem Maghreb, Hans Mayer, Leonore Mau, sowie Hartmut Böhme, Napoleon Seyfarth und anderen. 1992 veröffentlichten Fischer und Opitz Das Buch Diletata, eine Hommage an den Tübinger Club und an die Geburtsstätte des Dadaismus, das Zürcher Cabaret Voltaire. Gemeinsam mit den Krakauer Musikern Maciek Strojny und Jacek Ruszkiewicz tourten Fischer und Opitz von 1992 bis 2000 mit ihrer Theaterperformance KettenSeele auf internationalen Theaterfestivals, wie dem Krakowskie Reminiscencje Teatralne, dem Edinburgh Festival Fringe, dem audio-art-Festival Kraków und anderen.

## Juliettes Literatursalon, Berlin
Juliettes Literatursalon befand sich in Berlin in der Gormannstraße 25.
Ab Mai 1999 wurde in Juliettes Literatursalon die LeseTextMaschine inszeniert, ein Lesemarathon, der sich über mehrere Jahre erstreckte. Zahlreiche Literaten, Theoretiker, Künstler und Musiker lasen und interpretierten fortlaufend und komplett den 4000-Seiten-Roman Justine und Juliette des Marquis de Sade, der erstmals vollständig auf Deutsch im Verlag Matthes & Seitz in 10 Bänden ediert wurde. Darunter waren Durs Grünbein, Katharina Thalbach, Hermann Treusch, Thomas Macho, Gerburg Treusch-Dieter, Martin Wuttke, Andreas L. Hofbauer, Kang Moon-suk mit Uwe Mengel, Ben Becker, Peter Brasch, Robert Rutman, Olaf Nicolai, Michael Farin, Angela Winkler und Thomas Brasch, Thomas Kapielski, Lauren Newton, Friedrich Kittler, Thea Dorn, Ambros Waibel, Stefan Hufschmidt, Katharina Franck, Ulrike Haage, Thomas Thieme, Anna Stieblich, Franca Kastein Ferrera Alves, Rosa von Praunheim, Slavoj Zizek, Susan Neiman, Pierre Bourgeade und Pavel Kohout.
1998 rezitierte Peer Martiny über neun Tage und Nächte die neu übersetzten Essays des Michel de Montaigne.
1998 liest Herbert Fritsch Texte aus der Prinzhorn-Sammlung.
„Die Erfindung des Verschwindens“ heißt ein Text von Peter Brasch, der 1999 in Juliettes Literatursalon entstand. Brasch hatte für eine Woche sein Arbeitszimmer in den Nebenraum der Buchhandlung verlegt und schrieb und malte öffentlich hinterm Schaufenster. Thomas Brasch plante auch gemeinsam mit Hartmut Fischer sein letztes, mehrere tausend Seiten umfassendes Prosawerk Die Liebe und ihr Gegenteil im Verlag von Juliettes Literatursalon zu veröffentlichen. Ein erster Band der Gedichte wurde mit Thomas Wild zum Druck vorbereitet. Die gemeinsame Edition konnte jedoch durch den Tod Braschs 2001 nicht weitergeführt werden. Seitdem liegt dieses „Brunke-Konvolut“ im unveröffentlichten Nachlass des Archivs der Akademie der Künste zu Berlin. Vom 26. bis zum 27. August 2005 zeigte das Jüdischen Museum, Berlin die auf Grundlage dieses Konvoluts entstandene und von Hartmut Fischer kuratierte Videoinstallation und Lesung LeseFuge – Thomas Brasch. Die Liebe und ihr Gegenteil oder Mädchenmörder Brunke mit Blixa Bargeld, Marion Brasch, Herbert Fritsch, Lars Rudolph, Otto Sander, Anna Thalbach und Angela Winkler.

## Juliettes Literaturweb
Seit 2010 entstand in Zusammenarbeit mit Eckhard Hammel die Online-Installation Juliettes Literaturweb, die die Veranstaltungen aus Juliettes Literaturcafé und Juliettes Literatursalon und neuere Veranstaltungen dokumentiert.